# Estación de San Juan Bajo

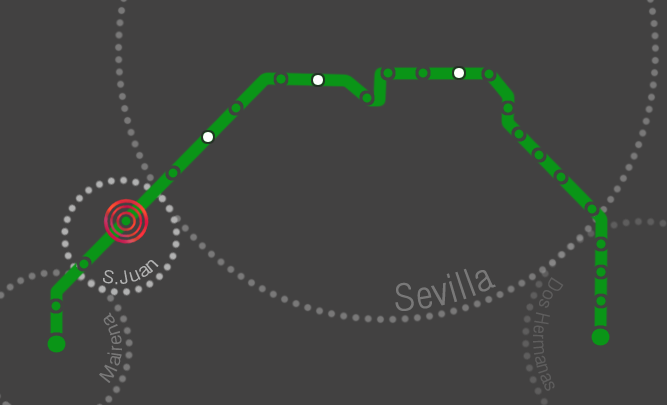
Localización

San Juan Bajo es la primera (o última) estación de la Línea 1 del metro dentro del término municipal de San Juan de Aznalfarache, en el Barrio Bajo. Está situada bajo el monumento conocido como Sagrado Corazón.
La estación de San Juan Bajo del Metro de Sevilla está situada sobre el viaducto construido para salvar el curso del río. Dispone de accesos a través de escaleras estáticas y mecánicas, así como de ascensores. Consta de un vestíbulo cubierto en superficie y andén elevado sobre dicho viaducto. Cuenta con un aparcamiento anexo a la estación y junto a esta existe un  ascensor panorámico que conecta la cornisa del Aljarafe y el monasterio del Sagrado Corazón con la estación de metro.
Los andenes son laterales con accesos diferenciados con mamparas de seguridad para evitar caídas a la vía y cuenta con sistemas de evacuación de emergencia.
La estación de San Juan Bajo, tiene una tipología similar a las estaciones de Guadaira y Pablo de Olavide, pues las tres son las únicas de la línea 1 del metro que están sobreelevadas.

## Accesos
- Barrio Bajo (Junto al Puente Basculante de San Juan), San Juan de Aznalfarache, Sevilla.
- Barrio Bajo (Junto al Puente Basculante de San Juan)

## Líneas y correspondencias

### Servicios de metro
| << cabecera | < estación    | línea | estación >   | cabecera >>       |
| ----------- | ------------- | ----- | ------------ | ----------------- |
| Ciudad Expo | San Juan Alto |       | Blas Infante | Olivar de Quintos |

### Otras conexiones
| LÍNEA  | Trayecto                                       | Zona |
| ------ | ---------------------------------------------- | ---- |
| M-101  | Circular Aljarafe                              | B    |
| M-150  | Mairena del Aljarafe                           | B    |
| M-151  | Urb. Pluebla del Marqués, Mairena del Aljarafe | B    |
| M-152  | Palomares del Río                              | B    |
| M-153  | Almensilla                                     | B    |
| M-154A | Mairena del Aljarafe                           | B    |
| M-154B | Mairena del Aljarafe (Cerro)                   | B    |
| M-155  | Almensilla                                     | B    |